# Les Enfants du siècle
Pour plus de détails, voir Fiche technique et Distribution.
Les Enfants du siècle est un film français réalisé par Diane Kurys, sorti en 1999.
C'est sur le tournage de ce film que Juliette Binoche et Benoît Magimel se sont rencontrés et sont devenus pour un temps un couple à la ville comme à l'écran.

## Synopsis
Les Enfants du siècle, allusion au roman autobiographique de Musset, La Confession d'un enfant du siècle, raconte la relation plus que tumultueuse de George Sand et Alfred de Musset dans les années 1830.

## Fiche technique
- Titre : Les Enfants du siècle
- Réalisation : Diane Kurys
- Scénario : Murray Head, Diane Kurys et François-Olivier Rousseau
- Décors : Bernard Vézat
- Directeur de la photographie : Vilko Filac
- Musique : Luis Bacalov
- Montage : Joële van Effenterre
- Son : Jean-Louis Ughetto, Vincent Arnardi et Laurent Kossayan
- Production : Diane Kurys et Alain Sarde
- Pays d'origine :  France
- Langue : français, italien
- Format : couleurs - son Dolby digital
- Genre : drame et historique
- Durée : 135 minutes
- Entrées France : 539 374
- Dates de sortie :1999
  - Canada : 13 septembre 1999
  - France : 22 septembre 1999
  - Belgique : 20 octobre 1999

## Distribution
- Juliette Binoche : Baronne Aurore Dudevant dite George Sand
- Benoît Magimel : Alfred de Musset
- Robin Renucci : François Buloz
- Stefano Dionisi : Pietro Pagello
- Karin Viard : Marie Dorval
- Denis Podalydès : Sainte-Beuve
- Isabelle Carré : Aimée d'Alton[2]
- Patrick Chesnais : Gustave Planche
- Olivier Foubert : Paul de Musset
- Marie-France Mignal : Mme de Musset
- Ludivine Sagnier : Hermine de Musset
- Robert Plagnol : Jules Sandeau
- Michel Robin : Larive
- Mathias Mégard : Delacroix
- Arnaud Giovaninetti : Alfred Tattet
- Pascal Ternisien : Boucoiran
- Victoire Thivisol : Solange
- Julien Léal : Maurice
- Jean-Claude de Goros : Capo de Feuillide

## Tournage
Juliette Binoche affirme en 2024 qu'un acteur du film, décédé depuis, a profité du tournage d'une scène pour violer une figurante,.

## Exposition
Une exposition autour des décors, costumes du film et photos du tournage a été organisée au Musée de la vie romantique en 2000.